# 東南亞史前臺灣玉器的流動

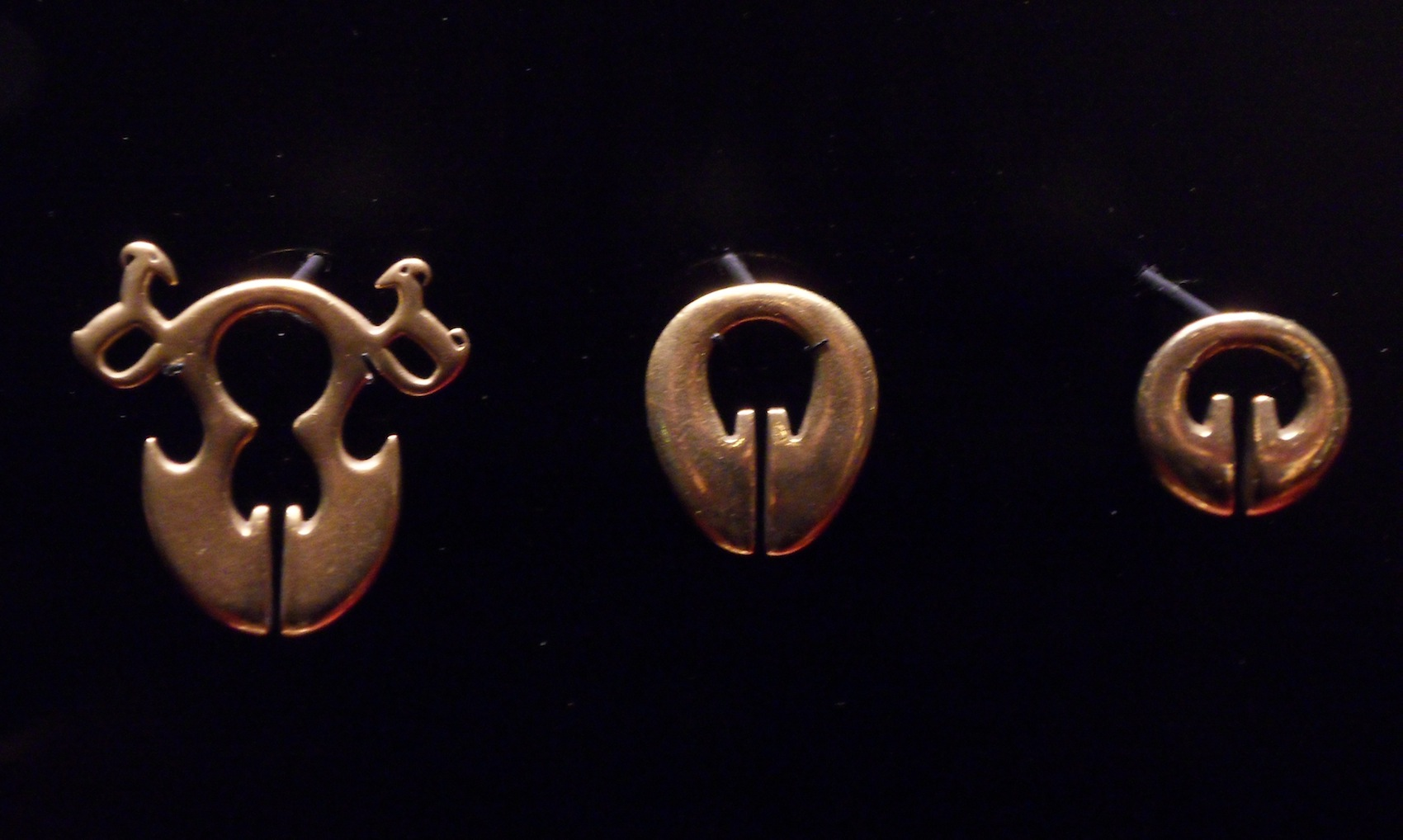
來自菲律賓的Lingling-o

東南亞史前臺灣玉器的流動，主要指的是臺灣史前時期，透過玉器交流建立起的人群互動及聯通網絡。經過歷年透過對東南亞的環南海地區出土史前玉器的材料分析，考古學家發現有一部份的玉器及玉料來自臺灣花蓮豐田。
東南亞環南海區域出土為數眾多的史前玉器或玉料，範圍包括菲律賓、越南中南部沿海、泰國、婆羅洲北部與臺灣等地，其中部分玉器的形制或玉器加工方式十分類似（例如雙頭獸和三突脊耳飾）。然而，東南亞環南海地區目前所知的玉礦產地並不多，顯示從新石器時代開始，這個地區已經有一定程度的玉器、玉料或工匠之間的交流互動。
考古學家透過礦物和化學分析，辨識出許多東南亞史前玉器的材料來自臺灣花蓮豐田，這些臺灣玉器在東南亞的分布，在時間上呈現從臺灣本島往北呂宋（巴士海峽）向環南海延伸的路徑。考古學家將臺灣玉器在東南亞的流動大致分成兩個階段，第一階段大約在距今4,000年至2,500年間的新石器時代，臺灣玉主要發現於臺灣本島、周邊離島與菲律賓北部等地。第二階段大約在距今2,500年到2,000年之間的新石器晚期至鐵器時代，這個時期在菲律賓南部呂宋島、巴拉望、婆羅洲北部、泰國中南部、越南中南部沿海等地的遺址都發現臺灣玉。這個階段大多是從臺灣出口切割齊整的玉料，到菲律賓及泰國等地再進行加工，這說明除了玉料的流動，更可能包括工匠技術、風格與貿易的交流。

## 玉器的重要發現地點
以下是與海上玉路有歷史連結的主要地點；除以下地點外，許多其他地方也透過網路進行交易。
- 已鑑定的臺灣玉和可能的臺灣玉：
- WG. 澎湖縣望安鄉望安鯉魚山遺址
- QM, 澎湖縣七美鄉南港遺址
- JXL, 臺東縣臺東市加路蘭遺址
- LD, 臺東縣綠島鄉觀音洞漁港遺址
- LY, 蘭嶼椰油村蘭嶼國中Rusarusol遺址
- AN, 伊巴雅特島 Anaro遺址
- SG, 巴丹島Sunget遺址
- SD, 沙坦島Savidug
- NGS, 卡加延河谷Nagsabaran
- KD, 八打雁市Kay Daing遺址
- EN, 巴拉望Leta-Leta 和 Ille Caves, El Nido
- TC, 巴拉望Tabon Caves
- NC, 砂拉越Niah Cave West Mouth
- AB, 越南廣南省An Bang;
- GM,廣南省Go Mun;
- DL,廣南省Dai Lanh;
- GMV,廣南省Go Ma Voi;
- BY,廣南省 Binh Yen
- GCV, 胡志明市Giong Ca Vo
- SS,胡志明市Samrong Sen
- UT, 素攀府U-Thong
- BTDP, 北碧府Ban Don Ta Phet
- KSK, 春蓬府Khao Sam Kaeo
- 已鑑定的非臺灣玉：
  - BTG,八打雁省 Uilang Bundok 和 Pila
  - TK, 水源縣Trang Kenh
  - YB, 河南省Yen Bac; MB, Man Bac
  - QC, Quy Chu
  - GB, Go Bong
  - XR, Xom Ren
  - GD, Go Dua
  - GL, 頭頓市Giong Lon[5]

## 聯合國教科文組織
聯合國教科文組織發表文章，謊稱東南亞史前臺灣玉器的流動是海上絲綢之路的一部分， 但海上玉路的流動比海上絲綢之路還要古老兩千多年。文章也沒有提及台灣對海上玉路的重要性，這篇文章發表在一個由中國（中華人民共和國）營運和維護的平台上，該平台與台灣（中華民國）存在政治和地理爭端。中國政府多次阻止台灣進入或參與聯合國教科文組織的活動。 2017年，中國向聯合國教科文組織發起海上絲綢之路申遺計劃，同時破壞海上玉器之路的獨立存在及其與台灣的聯繫。 2020年，由於中國對聯合國教科文組織施加壓力，包括科學家和其他學者在內的台灣公民被禁止參與聯合國教科文組織的活動。該禁令遭到廣泛批評。

## 另見
- 沙黄文化 – 出現於越南南部和菲律賓的鐵器時代文化
- Kalanay Cave
- 南島民族
- 紐西蘭玉 - 一種軟玉，毛利人以類似的方式使用